# デレラジ
『デレラジ』とは、バンダイナムコエンターテインメントのソーシャルゲーム『アイドルマスター シンデレラガールズ』シリーズに関連したインターネットラジオ番組。2012年8月30日からHiBiKi Radio Stationおよびニコニコ生放送にて配信されている。
正式名称は『ラジオ アイドルマスター シンデレラガールズ『デレラジ』』であるが、二度にわたって番組リニューアルに伴う改題をしていることから、ここでは『デレラジ』を総称とする。また、2015年1月5日より改題した『デレラジA（エース）』、2016年5月2日より改題した『デレラジ☆（スター）』についても記載する。

## ラジオ アイドルマスター シンデレラガールズ『デレラジ』
ニコニコチャンネル「響 -HiBiKi- チャンネル」にて、2012年9月5日から2014年12月22日まで生放送形式で配信されていたラジオ番組。全117回。パーソナリティは島村卯月役の大橋彩香、渋谷凛役の福原綾香、城ヶ崎美嘉役の佳村はるか。2014年9月17日までは毎週水曜日21時、9月22日からは毎週月曜日21時配信。生配信の翌日より1週間、HiBiKi Radio Stationにてアーカイブ版が配信（音声のみ）。アーカイブ版にのみ、生配信後に収録されたおまけコーナー「魔法が解けちゃった」も併せて配信されている。
配信に先駆けて、2012年8月30日にプレ配信がHiBiKi Radio Stationにて配信された。第51回（2013年8月28日）は番組1周年記念として映像付き生配信が行われた。第96回（2014年7月30日）は『デレラジスペシャル』と題して、シングルCD『THE IDOLM@STER CINDERELLA MASTER We're the friends!』発売記念イベントに関連した映像付き特別版が配信された。
テレビアニメ版の放送開始に伴い、2015年1月に『デレラジA』（デレラジエース）にリニューアルされた。

### コーナー（デレラジ）
本日のデレラジさん → デレラジさん
第13回（2012年11月28日）より始まった番組冒頭のコーナー。後述する漫画『本日のアイドルさん』のおまけコーナーとして掲載されている4コマに声を当てたミニドラマ。
ふつおた
シンデレラガールズの感想から恋の悩みまで色々なお便りを読むコーナー。
マジカルリプライ
ふつおたコーナー内のミニコーナー。ふつおたコーナーの途中でベルが鳴ると、パーソナリティは「キュート」「クール」「パッション」のくじを引き、当たったパターンになりきってお便りに回答しなければならない。
マジカルオーディション
同じくミニコーナー。リスナーから寄せられたオリジナルアイドルを紹介し、パーソナリティがそれぞれ声を当てる。
マジカル占い
同じくミニコーナー。ゲストの悩みに対してパーソナリティが「キュート」「クール」「パッション」のパターンで解決しようとする。
マジカルレッスン
リスナーから寄せられた「レッスン」をパーソナリティがこなす。課題をこなせたと番組スタッフが判断した時はレベルアップ出来る。
シンデレラガールズ劇場
同名の5コマ漫画と連動しているミニドラマ。漫画内にてデレラジにゲストのアイドルが出演する話をパーソナリティとゲストが生アフレコする。ゲーム内では未掲載のコマが追加され、既存のコマもセリフが増えている。第96回の『デレラジスペシャル』では連動する第352話に声を当てた「スペシャル版」を配信。
魔法が解けちゃった
アーカイブ版にのみ、番組の最後についているおまけコーナー。本編の内容を振り返って、パーソナリティがトークをする。
マジカルユニット

### ゲスト（デレラジ）
- 大坪由佳（三村かな子 役：第12回、第64回）
- 山本希望（城ヶ崎莉嘉 役：第12回、第43回、第81回、第100回）
- 高森奈津美（前川みく 役：第15回、第46回、第74回、第91回）
- 五十嵐裕美（双葉杏 役：第15回、第71回）
- 今井麻美（如月千早 役：第17回、第100回[注 1]）
- 津田美波（小日向美穂 役：第21回、第69回）
- 原紗友里（本田未央 役：第21回、第31回、第47回[注 2]、第61回、第63回、第68回、第80回、第96回[注 3]、第104回、第115回）
- 松嵜麗（諸星きらり 役：第24回、第33回、第46回、第78回）
- 青木瑠璃子（多田李衣菜 役：第24回、第31回、第42回、第73回、第80回、第81回、第104回、第114回[注 4]）
- 中村繪里子（天海春香 役：第30回、第100回[注 1]）
- 黒沢ともよ（赤城みりあ 役：第36回、第76回）
- 三宅麻理恵（安部菜々 役：第37回、第50回、第68回、第82回[注 5]、第117回）
- 赤﨑千夏（日野茜 役：第40回）
- 洲崎綾（新田美波 役：第53回、第100回）
- 東山奈央（川島瑞樹 役：第56回）
- 金子有希（高森藍子 役：第60回、第96回[注 3]、第111回）
- 大空直美（緒方智絵里 役：第62回、第86回、第115回）
- 桜咲千依（白坂小梅 役：第66回、第98回）
- 上坂すみれ（アナスタシア 役：第79回）
- 沼倉愛美（我那覇響 役：第82回）
- 立花理香（小早川紗枝 役：第83回、第112回）
- 松井恵理子（神谷奈緒 役：第84回、第110回、第116回）
- 松田颯水（星輝子 役：第85回、第115回）
- 渕上舞（北条加蓮 役：第87回）
- 鈴木絵理（堀裕子 役：第88回、第112回）
- 佐藤利奈（千川ちひろ 役：第89回）
- 杜野まこ（姫川友紀 役：第93回）
- 牧野由依（佐久間まゆ 役：第94回、第113回）
- M・A・O（鷺沢文香 役：第95回）
- 原田ひとみ（十時愛梨 役：第106回）
- 石原章弘（総合ディレクター：第113回[注 4]）

### イベント（デレラジ）
「ラジオ シンデレラガールズ『デレラジ』」公開録音 in ナンジャタウン 〜魔法がかかるのは17時から〜
2012年10月14日にナムコ・ナンジャタウンにて開催。
トークパートの映像は『デレラジ』DVD Vol.1に収録。
デレラジ公開録音「サマデレ2014」
2014年6月29日に日比谷公会堂大ホールにて開催。ゲストは松井恵理子、大空直美、松田颯水。
トークパートの映像は『デレラジ』DVD Vol.6に収録。

### DVD（デレラジ）
『デレラジDVD』は、DISC1は映像を収録したDVD、DISC2は通常配信（音声のみ）をおまけコーナー「魔法が解けちゃった」も含めてMP3形式で収録したデータCDの2枚組（一部のものは3枚組や4枚組）となっている。Vol.5〜9のブックレットには漫画『デレラジさん』が収録されている。
ラジオ アイドルマスター シンデレラガールズ『デレラジ』DVD Vol.1
2012年12月12日発売。DISC1は「公開録音 in ナンジャタウン」と映像特典、DISC2はラジオ第0回から第7回までの放送を収録。ジャケットイラストはnamoによる描き下ろし。
ラジオ アイドルマスター シンデレラガールズ『デレラジ』DVD Vol.2
2013年3月27日発売。DISC1は「デレラジサバイバル in キッチン」、DISC2はラジオ第8回から第17回までの放送を収録。特別編のゲストは山本希望と仁後真耶子（高槻やよい 役）。
HiBiKi Radio Station × THE IDOLM@STER 春のP祭り
2013年9月25日発売。同年4月13日に行われたイベントを収録したDVD。出演は中村繪里子、今井麻美、大橋彩香、福原綾香、佳村はるか。特典映像の出演は松嵜麗と五十嵐裕美。
ラジオ アイドルマスター シンデレラガールズ『デレラジ』DVD Vol.3
2013年11月27日発売。DISC1は「デートツアー in 箱根」、DISC2はラジオ第17.5回から第31回までの放送を収録。特別編のゲストは大坪由佳。HiBiKi EC SHOP!特典として「デレラジ デートツアー in 箱根 〜後日談 CD〜」が付属。
ラジオ アイドルマスター シンデレラガールズ『デレラジ』DVD Vol.4
2014年3月26日発売。DISC1は新規録り下ろしの特別版、DISC2はラジオ第32回から第44回までの放送を収録。特別編のゲストは原紗友里。HiBiKi EC SHOP!特典として「尺の都合上泣く泣くカットした映像集 DVD」が付属。
ラジオ アイドルマスター シンデレラガールズ『デレラジ』DVD Vol.5
2014年8月27日発売。DISC1は新規録り下ろしの特別版、DISC2は『デレラジ』1周年記念生放送映像版、DISC3はラジオ第45回から第57回までの放送を収録。特別編のゲストは高森奈津美、青木瑠璃子、松嵜麗。ジャケットイラストはアジイチによる描き下ろし。
ラジオ アイドルマスター シンデレラガールズ『デレラジ』DVD Vol.6
2015年1月28日発売。DISC1は「サマデレ2014公開録音」、DISC2は「シャイニングゴッドチェリー」がパーソナリティを務める『デレラジ』SGC版、DISC3はラジオ第58回から第70回までの放送を収録。特別編のゲストは大空直美、松井恵理子、松田颯水。
ラジオ アイドルマスター シンデレラガールズ『デレラジ』DVD Vol.7
2015年7月15日発売。DISC1は「デレラジサバイバル in 徳島★マチアソビ」、DISC2はラジオ第71回から第83回までの放送を収録。特別編のゲストは原紗友里。
ラジオ アイドルマスター シンデレラガールズ『デレラジ』DVD Vol.8
2016年8月31日発売。DISC1は「『デレラジA』公開録音〜デレソニ〜 昼の部・夜の部」、DISC2は「『デレラジA』公開録音〜デレソニ〜 ドラマパート 昼の部・夜の部」、DISC3はラジオ第84回から第97回までの放送、DISC4はラジオ第98回から第105回までの放送と「デレラジAデレソニSP」を収録。特別編のゲストは原紗友里、黒沢ともよ、山本希望、今井麻夏（佐々木千枝 役）、長島光那（上条春菜 役）、和氣あず未（片桐早苗 役）、桜咲千依、金子有希、鈴木絵理、武内駿輔（プロデューサー 役）。
ラジオ アイドルマスター シンデレラガールズ『デレラジ』DVD Vol.9
2017年4月26日発売。DISC1は「より笑顔になれるお料理対決」、DISC2はラジオ第106回から第117.5回までの放送を収録。特別編のゲストは立花理香、髙野麻美（宮本フレデリカ 役）、佐藤亜美菜（橘ありす 役）、ルゥティン（塩見周子 役）、小松史法（今西部長 役）。

### ラジオCD
アイドルマスター シンデレラガールズ『デレラジ』パンフレット 初めまして、プロデューサーさん！ 特典CD
2013年4月13日に行われた「HiBiKi Radio Station × THE IDOLM@STER 春のP祭り」の会場限定発売。

## ラジオ アイドルマスター シンデレラガールズ『デレラジA』
『デレラジA』（デレラジエース）は、テレビアニメ放送開始に伴いデレラジがリニューアルされ、ニコニコ生放送での特別配信枠「CINDERELLA Night」にて、2015年1月5日から2016年4月25日まで配信されていたインターネットラジオ番組。全66回。デレラジに引き続き、パーソナリティは大橋彩香、福原綾香、佳村はるか。響ラジオ公式サイトでのアーカイブとおまけ放送も引き続き配信されている。改題前は響チャンネルによるニコニコチャンネル配信であったが、デレラジAからはニワンゴ提供によるニコニコ公式配信となっており、タイムシフトに対応した。
ニコニコ生放送でのアニメ版シンデレラガールズ放送終了後に、このラジオの生配信にジャンプするようになっていた。

### コーナー（デレラジA）
番組リニューアルに伴い、大半のコーナー名には番組タイトルにちなんで「A」の文字が含まれている。
Aトーク
いわゆるふつおたのコーナー。
卯月のAlways s(mile)ING!

凛のAntaがプロデューサー？

美嘉senpAiのカリスマレッスン

今週の少女A

次回予告タイプA
おまけコーナーの締めに行われる、リスナーから寄せられたアイデアを元にしたウソ次回予告コーナー。
魔法が解けちゃった

### ゲスト（デレラジA）
- 原紗友里（本田未央 役：第1回、第7回、第14回、第17回、第25回、第37回、第65回）
- 長島光那（上条春菜 役：第2回、第26回[注 6]、第44回[注 7]、第48回）
- 今井麻夏（佐々木千枝 役：第2回、第22回、第26回[注 6]、第31回、第44回[注 7]）
- 山本希望（城ヶ崎莉嘉 役：第3回、第13回、第19回）
- 松嵜麗（諸星きらり 役：第3回、第9回、第9回、第20回、第25回、第29回、第56回）
- 高森奈津美（前川みく 役：第4回、第12回、第16回、第18回、第30回、第41回、第47回[注 7]）
- のぐちゆり（及川雫 役：第5回）
- 和氣あず未（片桐早苗 役：第5回、第22回、第26回[注 6]、第42回、第45回）
- 洲崎綾（新田美波 役：第6回）
- 桜咲千依（白坂小梅 役：第9回、第23回、第27回[注 8]、第28回[注 7]、第46回[注 7]）
- 大坪由佳（三村かな子 役：第10回、第13回）
- 立花理香（小早川紗枝 役：第10回、第32回、第46回[注 7]）
- 山下七海（大槻唯 役：第11回、第34回）
- 青木瑠璃子（多田莉衣菜 役：第12回、第47回[注 7]、第65回）
- 武内駿輔（プロデューサー 役：第15回）
- 大空直美（緒方智絵里 役：第18回、第38回）
- 鈴木絵理（堀裕子 役：第23回、第27回[注 8]、第42回）
- 木村珠莉（相葉夕美 役：第24回）
- ルゥティン（塩見周子 役：第24回）
- 金子有希（高森藍子 役：第27回[注 8]、第35回、第38回）
- 三宅麻理恵（安部菜々 役：第30回、第47回[注 7]、第49回、第56回）
- 久野美咲（市原仁奈 役：第31回）
- 杜野まこ（姫川友紀 役：第32回）
- 安野希世乃（木村夏樹 役：第33回、第47回[注 7]）
- 松井恵理子（神谷奈緒 役：第34回、第54回[注 9]）
- 飯田友子（速水奏 役：第36回）
- 佐藤亜美菜（橘ありす 役：第36回）
- 照井春佳（櫻井桃華 役：第41回）
- 下地紫野（中野有香 役：第43回[注 7]）
- 都丸ちよ（椎名法子 役：第43回[注 7]）
- 藤田茜（水本ゆかり 役：第43回[注 7]）
- 春野ななみ（上田鈴帆 役：第44回[注 7]）
- 髙野麻美（宮本フレデリカ 役：第45回）
- 渕上舞（北条加蓮 役：第54回[注 9]）
- 五十嵐裕美（双葉杏 役：第55回）
- 青木志貴（二宮飛鳥 役：第57回）
- 藍原ことみ（一ノ瀬志希 役：第58回）

### イベント（デレラジA）
『デレラジA』公開録音〜デレソニ〜
2015年6月28日に大宮ソニックシティ大ホールにて開催。全2回公演。昼の部のゲストは今井麻夏、長島光那、和氣あず未、夜の部が桜咲千依、金子有希、鈴木絵理、両公演共通で原紗友里、黒沢ともよ（赤城みりあ 役）、山本希望、武内駿輔。夜の部のゲストは大橋、福原、佳村、原、黒沢、山本、武内に加え、桜咲千依、金子有希、鈴木絵理。
トークパートとドラマパートの映像は『デレラジ』DVD Vol.8に収録。

### DVD（デレラジA）
ラジオ アイドルマスター シンデレラガールズ『デレラジ』DVD Vol.10
2017年9月6日発売。DISC1は「五感を研ぎすませ! ユニット対抗ランキングバトルショー」、DISC2はラジオ第0回から第10回までの配信、DISC3はラジオ第11回から第22回までの配信を収録。特別編のゲストは金子真由美（藤本里奈 役）、千菅春香（松永涼 役）、原優子（向井拓海 役）、三宅麻理恵。

## ラジオ アイドルマスター シンデレラガールズ『デレラジ☆』
『デレラジ☆』（デレラジスター）は、2016年4月25日に旧番組、デレラジA内にてデレラジAの後番組として配信すると発表されたインターネットラジオ番組。2016年5月2日配信開始。デレラジ、デレラジAとは異なりパーソナリティが大橋彩香、福原綾香、佳村はるかの3人の固定ではなく、大橋、福原、佳村の3人のうち1人と2〜3人シンデレラガールズのキャストが来て毎回交代しながら配信を行っていた。響ラジオ公式サイトでのアーカイブとおまけ配信も引き続き配信されていた。番組の挨拶は「デレスタ」。
2017年8月25日に番組が新体制となることが発表され、第69回（2017年8月28日）をもって大橋、福原、佳村がレギュラーとしてのパーソナリティを卒業した。合わせてニコニコチャンネルが開設されることも発表され、ニコニコ生放送ではおまけ配信が有料となり響ラジオ公式サイトでのアーカイブは本配信のみ配信という形式に変更された。また、ニコニコチャンネルでは会員向けの1ヶ月分のおまけ配信付きアーカイブが配信され、ブロマガには以前は響ラジオ公式サイトにあった出演者コメントのほか追加分の写真が掲載される。
『CINDERELLA PARTY!』とのコラボ楽曲として「Treasure☆」が制作され、第27回（2016年11月1日）で内容が発表された。福原が考えた全体的なプロットや歌詞を元にパーソナリティの5人で意見を出し合って作り上げ、作曲と編曲は滝澤俊輔が担当した。『デレラジ☆』側では第28回（2016年11月8日）から第69回までオープニングテーマとして使用された。『スターライトステージ』では通常楽曲として配信された。
2017年3月15日に発表された第3回アニラジアワードにおいて、「BEST FUNNY RADIO 大笑いラジオ賞（新人枠）」を受賞した。授賞式ではパーソナリティの3人からビデオメッセージでコメントが届き、響ラジオ公式サイトでは完全版が期間限定で公開された。
第203回（2020年4月6日）までは、年始の回を収録配信で提供していた以外は原則として生配信で番組を提供していたが、2019新型コロナウイルスの感染拡大防止の推進及び緊急事態宣言が発令されたことから、第204回（同月27日）より生配信を休止して、電話を活用した収録配信に体制が変更されることとなった。なお、体制変更の調整のため、4月13日・20日は過去回（第190回・第75回）の再配信が行われた。また、生配信の際はお便りを配信直前まで受け付けていたが、収録配信に切り替わってからは配信の8日前の正午までとなり、出演者の予告が翌週分は配信内で、お便りを受け付けられる翌々週分は同日に公式Twitterで行われるようになった。第214回（7月6日）より、通常通りの生配信での番組提供に戻った。
2024年6月8日から受けたニコニコサービスへのサイバー攻撃の影響により、ニコニコ生放送およびニコニコチャンネルが利用不能となったため、第416回（6月10日）から第428回（8月19日）までYouTube Liveにて無料パートのみ生配信された（アーカイブ期間は1週間）。また、期間中は下記の対応がとられていた。8月22日にニコニコチャンネルのサービス再開により、第429回（8月26日）よりニコニコ生放送での配信に戻った。
- 第416回のみ「響ラジオ公式チャンネル」[35]で配信。ただし、権利管理（YouTubeの著作権管理ツール「Content ID」）が不明瞭であるため楽曲が流されなかった（本来の楽曲の部分は番組BGMに変更。響ラジオ公式サイトでのアーカイブでは楽曲ありに差し換え）。
- 第417回から第428回までは「アイドルマスターチャンネル」[36]で配信。なお、前回とは異なり楽曲使用が許可されているため楽曲もそのまま流した上で配信されていた。
- 有料パートであるおまけ放送は無料パート終了後に収録し[37]、8月26日よりニコニコチャンネルにて無料パートのアーカイブを含めて会員向けに順次公開した[38]。

### コーナー（デレラジ☆）
ふつおた
番組宛に届いた普通のお便り（ふつおた）やイラストを紹介していくコーナー。番組冒頭のミニドラマのアイデアもここで受け付けている。
スターアルバム
毎回リスナーから届いたメールと共にアイドルを紹介していくコーナー。
ARoundシンデレラ
リスナーから届いた『スターライトステージ』のAR機能を使用して撮影された写真を紹介するコーナー。
パーソナリティパーソナル
番組初出演のパーソナリティを迎えた回に行われるコーナー。番組が用意した質問に対する出演者の回答（無記名）の中から、どれが初出演者の回答かをニコニコ生放送のアンケート機能を用いてリスナーに投票で選んでもらう。
マジカルレッスン
リスナーが提案したレッスン（ニコニコ生放送のアンケート機能などを使った簡単なゲーム）を出演者がこなしていくコーナー。レッスンをこなしてレベルアップできたかどうかを運営側に判断してもらう。
魔法が解けちゃった
デレラジ、デレラジAに引き続きアーカイブのみのおまけコーナー。生配信で話しきれなかったことをお話しする。
第70回よりアーカイブではなく、『デレラジ』チャンネル会員限定の有料生配信になった。本配信から数分の休憩を挟んでから引き続き配信される。
有料生配信は通常22時までの配信となるが、深夜業に該当するおそれがあるため、満18歳未満の出演者がいる場合は早めに配信が終了される。

### 出演者

#### 第69回まで
大橋、福原、佳村がレギュラーパーソナリティを務めていた時代（2016年5月2日から2017年8月28日まで）の一覧。

#### 第70回以降
大橋、福原、佳村のレギュラーパーソナリティ卒業後（2017年9月4日以降）の一覧。特定のパーソナリティにあたる人物を置かずに進行する。

### イベント（デレラジ☆）
デレラジ☆プレゼンツ U149完結記念イベント ソラシドリームパーティー
2025年4月12日に科学技術館サイエンスホールにて開催。全2回公演。出演は佐藤亜美菜、春瀬なつみ、集貝はな、小市眞琴。